# Соліст (фільм)
Соліст (англ. The Soloist) — драматична біографічна кінострічка 2009 року, знята режисером Джо Райтом за сценарієм Сюзанни Грант з Джеймі Фокс та Робертом Дауні молодшим у головних ролях.

## Опис
Сюжет фільму Соліст заснований на реальній історії життя музиканта Натаніеля Ейєрса (Джеймі Фокс). Кар'єра молодого віртуоза-віолончеліста Ейєрса переривається, коли він захворів на шизофренію. Багато років по тому про безпритульного музиканта дізнається журналіст «Лос-Анджелес Таймс» Стів Лопес (Роберт Дауні мол.), результатом їх спілкування стає серія статей. 
Містер Лопес (той самий журналіст) переймається співчуттям до Натаніеля, і протягом усього фільму намагається йому допомогти (в тому числі вилікуватися від захворювання). Зокрема, Лопес наймає викладача музики. Через деякий час викладач висуває пропозицію влаштувати Натаніелю виступ, містер Лопес цю пропозицію підтримує. Але безпосередньо перед виступом Натаніеля долає напад «голосів в голові», він агресивно відганяє від себе викладача і втікає зі сцени, наговоривши після цього багато неприємних речей Лопесу, якого до цього називав своїм богом. Після цього Лопес привозить сестру Натаніеля до притулку, де живе Ейєрс, і Лопес прощає Натаніеля, кажучи, що іноді навіть найкращі друзі сваряться. 
У кінці титрів ми дізнаємося, що Натаніель як і раніше живе в притулку, грає на віолончелі, скрипці, а також на інших інструментах. Стів Лопес надалі працює в газеті «Лос-Анджелес Таймс» і вчиться грати на гітарі.

## У ролях
- Роберт Дауні мол. — Стів Лопес
- Джеймі Фокс — Натаніель Ейєрс
- Кетрін Кінер — Мері Вестон
- Том Голландер — Грехем Клейдон
- Рейчел Гарріс — Леслі Блум
- Стівен Рут — Курт Рейнольдс
- Лоррейн Туссен — Фло Ейєрс
- Ліза Ґей Гемілтон — Дженніфер Еліс
- Нелсан Елліс — Девід Картер
- Джастін Мартін — юний Натаніель Ейєрс
- Кокаін Ампа — Берні Карпентер
- Сьюзен Лі — Маріса
- Роб Неґл — Нейл
- Октавія Спенсер — неспокійна пані

## Звукова доріжкафільму
Саундтрек до стрічки Соліст був випущений 21 квітня 2009 року.
| #     | Назва                     | Композитор       | Тривалість |
| ----- | ------------------------- | ---------------- | ---------- |
| 1.    | «Pershing Square»         | Даріо Маріанеллі | 0:48       |
| 2.    | «Crazy About Beethoven»   | Даріо Маріанеллі | 2:01       |
| 3.    | «Paper Mache World»       | Даріо Маріанеллі | 1:33       |
| 4.    | «A City Symphony»         | Даріо Маріанеллі | 3:41       |
| 5.    | «This Is My Apartment»    | Даріо Маріанеллі | 1:54       |
| 6.    | «There Is No Escape»      | Даріо Маріанеллі | 1:36       |
| 7.    | «Falling Apart»           | Даріо Маріанеллі | 1:10       |
| 8.    | «Four Billion Years»      | Даріо Маріанеллі | 2:54       |
| 9.    | «Nathaniel Breaks Down»   | Даріо Маріанеллі | 5:31       |
| 10.   | «Accordion Interlude»     | Даріо Маріанеллі | 2:07       |
| 11.   | «The Lord's Prayer»       | Даріо Маріанеллі | 3:12       |
| 12.   | «The Voices Within»       | Даріо Маріанеллі | 2:09       |
| 13.   | «Sister»                  | Даріо Маріанеллі | 5:34       |
| 14.   | «Cello Lesson»            | Даріо Маріанеллі | 2:27       |
| 15.   | «Mr. Ayers And Mr. Lopez» | Даріо Маріанеллі | 11:10      |
| 47:47 |                           |                  |            |

## Виробництво
Зйомки почалися у січні 2008 року і проходили в основному в Лос-Анджелесі, тільки декілька сцен були зняті в Клівленді. Дата початку прокату картини — 24 квітня 2009 року.